# Einmal (Lied)
Einmal ist ein Lied des deutschen Popsängers Mark Forster. Das Stück ist die erste Singleauskopplung aus seinem vierten Studioalbum Liebe.

## Entstehung und Artwork
Geschrieben wurde das Lied gemeinsam von Mark Cwiertnia (Mark Forster), Tobias Kuhn, Ralf Christian Mayer, Daniel Nitt und Philipp Steinke. Von den Autoren zeichneten sich Cwiertnia, Mayer sowie Nitt ebenfalls als Produzenten von Einmal zuständig. Mayer war darüber hinaus für die Abmischung des Stückes verantwortlich. Das Mastering erfolgte durch das Berliner Mastering-Studio Masterlab, unter der Leitung von Andreas Balaskas. Einmal wurde unter dem Musiklabel Four Music veröffentlicht und durch Sony/ATV Music Publishing vertrieben.
Auf dem Cover der Single sind lediglich der Künstlernamen sowie der Liedtitel abgebildet. Der Hintergrund ist in Gelb gehalten. In der Mitte befindet sich zentriert in schwarzer Schrift der Künstlername und direkt darunter in weißer Schrift der Liedtitel.

## Veröffentlichung und Promotion
Die Erstveröffentlichung von Einmal erfolgte als Einzeldownload am 5. Oktober 2018. Um das Lied zu bewerben folgte unter anderem ein Liveauftritt während der Bambi-Verleihung 2018 – in dessen Zuge Forster auch in der Kategorie „Musik National“ ausgezeichnet wurde – sowie in den ProSieben-Shows 1:30 und Win Your Song, bei Luke! Das Jahr und ich und während der Finalshow zur achten Staffel von The Voice of Germany, wobei er das Lied im Duett mit seinem Schützling Jessica Schaffler sang. Des Weiteren untermalte das Stück einen Werbespot für Forsters viertes Studioalbum Liebe sowie einen Werbespot von Sat.1, in dem die „Sat.1 Highlights zum Jahresende“ präsentiert wurden. Beide Spots wurden in diversen Werbeunterbrechungen aller Sender der ProSiebenSat.1 Media ausgestrahlt.

## Hintergrund
In Einmal arbeitete Forster mit dem African Children’s Choir zusammen, einem Kinderchor mit Sängerinnen und Sängern im Alter von sieben bis zwölf Jahren aus unterschiedlichen Nationen Afrikas. Dieser ist immer wieder während des gesamten Liedes im Hintergrund mit dem Ausruf „Einmal“ zu hören. Forster entdeckte den Kinderchor über eine Dokumentation auf Netflix. Eigenen Aussagen zufolge, habe er sofort gewusst, dass er mit ihnen zusammenarbeiten „müsse“. Forster wollte diesen afrikanischen „Chor-Vibe“ in seiner Musik, darum sei er mit seinem Team nach Entebbe (Uganda) geflogen. Dort seien sie zusammen ins Studio gegangen um den Chorgesang aufzunehmen.

## Inhalt
Der Liedtext zu Einmal ist in deutscher Sprache verfasst. Sowohl die Musik als auch der Text wurden gemeinsam von Mark Forster, Tobias Kuhn, Ralf Christian Mayer, Daniel Nitt und Philipp Steinke geschrieben. Musikalisch bewegt sich das Lied im Bereich der Popmusik. Das Tempo beträgt 128 Schläge pro Minute. Inhaltlich befasst sich das Lied mit den Themen Glück und Schmerz sowie von deren Vergänglichkeit. In Einmal geht es um die Momente, die so kostbar und verändernd seien, dass sie sich gar nicht wiederholen können. Das sei unter anderem die erste Liebe oder auch der erste Moment in einer fremden Stadt, wenn man erkenne: „Jetzt bin ich wirklich erwachsen geworden“. Der erste Moment, an dem man begreife: „All die Mühsal hat sich gelohnt, es ist wahr geworden, die Menschen hören Dir zu, wenn Du singst; sie mögen die Lieder, die Du für sie geschrieben hast“. Einmal könne aber auch für den erste Liebeskummer, oder den erste Verlust eines Menschen stehen.
Das Lied beginnt mit der ersten Strophe, auf die eine Bridge sowie darauf zum ersten Mal der Refrain folgt. Auf den ersten Refrain folgt die zweite Strophe. Nach dieser erfolgt ein sich wiederholender „C-Part“ (Zwischenteil) sowie der sich ebenfalls wiederholende Refrain. Das Lied endet mit dem Outro, der aus dem sich wiederholenden C-Part besteht, dessen letzte Zeile „Denn dadurch ist es noch mehr wert!“ in der Wiederholung durch die letzte Zeile „Und ich war da zum Glück“ ersetzt wurde.

„Einmal, einmal – das kommt nie zurück.

Es bleibt bei einem mal – doch ich war da zum Glück.

Nicht alles kann ich wieder haben – Freude, Trauer, Liebe, Wahnsinn.

Einmal – und ich war da zum Glück.“

## Musikvideo
Das Musikvideo zu Einmal feierte am 5. Oktober 2018 auf der Videoplattform YouTube seine Premiere. Zum einen ist immer wieder Forster zu sehen, der sich selbst mit seinem Handy filmt, wie er an verschiedenen Orten das Lied singt. Zum anderen besteht das Musikvideo aus einem Zusammenschnitt aus vielen verschiedenen privaten Homevideo- und Handyaufnahmen sowie alten Film- und Fernsehaufnahmen. Das Video endet mit einem Tandemsprung von Forster. Unter anderem hat der irisch-US-amerikanische Sänger Michael Patrick Kelly einen Cameoauftritt. Die Gesamtlänge des Videos beträgt 3:21 Minuten. Wie bei allen Musikvideos seit 2014, in denen Forster der Leadsänger fungierte, führte zum wiederholten Mal Kim Frank Regie. Bis Februar 2025 zählte das Musikvideo über 25 Millionen Aufrufe bei YouTube.
Das deutschsprachige Online-Magazin laut.de ist der Meinung, dass das Musikvideo Forster im Vlogger-Style zeige; komische Homevideos von Menschen, die was Tolles erreichen. Bei den privaten Homevideo- und Handyaufnahmen handelt es sich um eine Auswahl von Faneinsendungen. Hierzu rief Forster einige Wochen vor dem Videodreh seine Fans auf, ihm Videos mit „einmaligen Momenten“ von sich zu schicken. Forster selbst war von der großen Resonanz und der regen Beteiligung erstaunt. Er und Frank haben letztendlich zusammen die Auswahl vorgenommen.

## Mitwirkende
| Liedproduktion - African Children’s Choir: Hintergrundgesang - Andreas Balaskas: Mastering - Mark Cwiertnia (Mark Forster): Komponist, Liedtexter, Musikproduzent - Tobias Kuhn: Komponist, Liedtexter - Ralf Christian Mayer: Abmischung, Komponist, Liedtexter, Musikproduzent - Daniel Nitt: Komponist, Liedtexter, Musikproduzent - Philipp Steinke: Komponist, Liedtexter | Musikvideo - Kim Frank: Filmeditor, Regisseur - Mira Rosenmeier: Filmproduktionsleitung - Hannah Sioda: Filmeditor Unternehmen - Four Music: Musiklabel - Masterlab: Mastering - Sony/ATV Music Publishing: Vertrieb |

## Kommerzieller Erfolg

### Chartplatzierungen
Einmal erreichte in Deutschland Position 24 der Singlecharts und hielt sich insgesamt 18 Wochen in den Charts. In den deutschen Airplaycharts erreichte die Single Position drei und in den Top 15 deutschsprachige Singlecharts Position 13. Das Stück konnte sich ebenfalls mehrere Tage in den deutschen iTunes-Tagesauswertungen platzieren, wobei Einmal am Tag seiner Veröffentlichung die höchste Notierung mit Position acht für sich verbuchte. In Österreich erreichte die Single in neun Chartwochen Position 39 und in der Schweiz in acht Chartwochen Position 56 der Charts.
Für Forster als Interpret ist dies, inklusive des Charterfolgs mit seinem Musikprojekt Eff, der 15. Charterfolg in Deutschland, sowie der zehnte in Österreich und der Schweiz. In seiner Autorentätigkeit ist dies sein 17. Charterfolg in Deutschland sowie jeweils sein zehnter in Österreich und der Schweiz. Als Produzent erreichte er hiermit zum elften Mal die deutschen Singlecharts und zum jeweils neunten Mal die Singlecharts in Österreich und der Schweiz.
Mayer erreichte in seiner Tätigkeit als Autor zum 15. Mal die Charts in Deutschland sowie zum zehnten Mal in Österreich und zum neunten Mal in der Schweiz. Als Produzent ist es sein 18. Charterfolg in Deutschland, der ebenfalls zehnte in Österreich und auch der neunte in der Schweiz. Für Nitt ist es jeweils als Autor und Produzent der zehnte Charterfolg in Deutschland, sowie je der achte in Österreich und der Schweiz. Kuhn erreichte in seiner Autorentätigkeit hiermit zum siebten Mal die Charts in Deutschland sowie nach I Couldn’t Care Less (Leslie Clio) und Chöre (Mark Forster) zum dritten Mal die Österreicher und Schweizer Singlecharts. Steinke erreichte in seiner Autorentätigkeit mit Einmal zum siebten Mal die Single Top 100 in Deutschland, sowie zum sechsten Mal die Charts in Österreich und der Schweiz.
| ChartsChartplatzierungen | Höchstplatzierung | Wochen |
| ------------------------ | ----------------- | ------ |
| Deutschland (GfK)        | 24 (18 Wo.)       | 18     |
| Österreich (Ö3)          | 39 (9 Wo.)        | 9      |
| Schweiz (IFPI)           | 56 (8 Wo.)        | 8      |

### Auszeichnungen für Musikverkäufe
Im September 2019 wurde Einmal in der Schweiz mit einer Goldenen Schallplatte für über 10.000 verkaufte Einheiten ausgezeichnet. Im November 2020 folgte in Deutschland eine Goldene Schallplatte für über 200.000 verkaufte Einheiten.
| Land/Region        | Auszeichnungen für Musikverkäufe (Land/Region, Auszeichnung, Verkäufe) | Verkäufe |
| ------------------ | ---------------------------------------------------------------------- | -------- |
| Deutschland (BVMI) | Gold                                                                   | 200.000  |
| Schweiz (IFPI)     | Gold                                                                   | 10.000   |
| Insgesamt          | 2× Gold ·                                                              | 210.000  |